# Anneliese Dahms-Oldag
Anneliese Dahms-Oldag, geb. Dahms (* 1. April 1928 in Brüsewitz, Provinz Pommern) ist eine deutsche Schauspielerin.

## Leben
Anneliese Dahms-Oldag stammt aus Hinterpommern. Sie ging in Jacobshagen zur Schule. Während des Zweiten Weltkriegs floh sie mit ihrer Familie nach Dänemark. Sie lebte dort in Apenrade (Åabenrå) und in Oksbøl. Nach ihrer Rückkehr in die damalige SBZ im Jahre 1947 arbeitete sie zunächst als Verkäuferin. 1952 lernte sie ihren späteren Mann Wolfgang Oldag – die beiden heirateten 1956 – kennen. Zusammen mit ihm und dem Theater im Koffer, einer Truppe von freischaffenden Schauspielern und Schauspielerinnen, ging sie auf Tournee. U. a. war sie als Moritz in Wilhelm Buschs Max und Moritz und als Maikäfer in Gerdt von Bassewitz’ Peterchens Mondfahrt zu sehen. Bei 25 Aufführungen pro Monat führte sie ihr Weg in viele Orte der DDR.
Seit den späten 1960er Jahren arbeitete sie zusammen mit ihrem Mann am Fernsehtheater Moritzburg in Halle (Saale), an dem dieser zunächst Regieassistent und dann Schauspieler war. Sie war als Köchin Babette in Ludwig Thomas Lottchens Geburtstag (1975) und als Besitzerin eines Hundezwingers in Margot Schölzels Kur-Schatten (1978) zu sehen.
Nach der Wende konnte Dahms-Oldag ihre Karriere nur mit Unterbrechungen und in kleinerem Rahmen fortsetzen. So trat sie bspw. mit ihrem Mann einmal monatlich im Rahmen des Kurkonzerts ihres neuen, derzeitigen Wohnortes Bad Suderode auf. Während ihr Mann vorlas, stellte sie sog. „Bilder ohne Worte“ dar.